# 飛行管理隊
飛行管理隊（ひこうかんりたい、Flight Service Squadron）とは、航空自衛隊航空支援集団航空保安管制群隷下の自衛隊の航空機の運航情報及び移動情報を取り扱う部隊である。部隊は東京都府中市の府中基地。略称は「飛管隊」。

## 沿革
- 1958年12月1日 - 入間基地にて飛行管理隊編成完結。
- 1960年3月15日 - 飛行管理業務（FS業務）および航空機移動情報業務（AMIS業務）を米空軍から移管。
- 1966年3月6日 - 西部地区のFS・AMIS業務を春日管制隊に移管。
- 1969年4月13日 - 北部地区のFS業務を千歳管制隊に移管。
- 1978年8月1日 - 新飛行管理局舎落成、飛行管理情報処理システム（FADP,1号機）試験運用開始。
- 2018年 - 入間基地から府中基地へ移転。

## 使用システム
飛行管理情報処理システム（FADP：Flight Service & AMIS Data Processing System）
以後、FADPと略す
飛行管理隊はFADPを中心として、航空警戒管制部隊、航空交通管制機関及び各飛行場との間にネットワークを構成し、飛行情報及び移動情報を提供している。
- 航空警戒管制部隊
  - JADGEシステム
  - 各DC
- 関連システム
  - FDP・IDP・DTAX・AFTAX等
- 指揮中枢・飛行部隊
  - 航空自衛隊・海上自衛隊・米軍のベースオペレーション
- 航空管制システム
  - 航空自衛隊・海上自衛隊ARTS・GCA・TWR
- 飛行情報中枢等
  - 千歳・春日・那覇各管制隊の飛行管理班
  - ノータムセンター（飛行情報隊） - 府中基地
- 教育
  - 航空自衛隊第5術科学校 - 小牧基地

### 隊長
| 代数   | 着任時階級 | 氏名      | 在任期間                       |
| ------ | ---------- | --------- | ------------------------------ |
| 第1代  | 3等空佐    | 宮里 泰治 | 1958年12月01日～1960年06月16日 |
| 第2代  | 2等空佐    | 佐々 敏夫 | 1960年06月16日～1964年08月01日 |
| 第3代  | 3等空佐    | 中尾 周作 | 1964年08月01日～1968年03月16日 |
| 第4代  | 3等空佐    | 伊藤 昌司 | 1968年03月16日～1971年12月16日 |
| 第5代  | 2等空佐    | 中津 成俊 | 1971年12月16日～1973年11月01日 |
| 第6代  | 2等空佐    | 橋富 量弥 | 1973年11月01日～1975年08月01日 |
| 第7代  | 2等空佐    | 常松 尊輝 | 1975年08月01日～1978年08月01日 |
| 第8代  | 2等空佐    | 入江 俊英 | 1978年08月01日～1980年08月01日 |
| 第9代  | 2等空佐    | 小林 靖夫 | 1980年08月01日～1983年08月01日 |
| 第10代 | 2等空佐    | 烏山 哲男 | 1983年08月01日～1985年12月01日 |
| 第11代 | 2等空佐    | 大郷 悟   | 1985年12月01日～1988年09月01日 |
| 第12代 | 2等空佐    | 増田 晉英 | 1988年09月01日～1990年08月01日 |
| 第13代 | 2等空佐    | 臼杵 久雄 | 1990年08月01日～1992年05月13日 |
| 第14代 | 3等空佐    | 廣瀬 猛   | 1992年05月13日～1993年10月15日 |
| 第15代 | 3等空佐    | 嶋田 知行 | 1993年10月15日～1995年06月01日 |
| 第16代 | 2等空佐    | 布袋 満男 | 1995年06月01日～1997年08月01日 |
| 第17代 | 3等空佐    | 鶴見 國雄 | 1997年08月01日～ . .           |